# 虚空蔵山 (高知県)
虚空蔵山（こくぞうさん）は、高知県須崎市、土佐市、および高岡郡佐川町に跨る標高674.9mの山である。

## 概要
- 当山は高知県中西部に位置する。
- 当山及び周辺には多くの観光施設などがある。
- 携帯電話各社の基地局、NHK高知放送局（NHK総合のアナログテレビ放送波をSHFで土佐町中継局と中村中継局へ伝送していた。）と高知さんさんテレビ（アナログテレビ放送波をSHFで中村中継局へ伝送していた。）の地上アナログテレビ放送波中継設備、高知放送の放送中継設備、地上デジタルテレビ放送の虚空蔵中継局、地上デジタルテレビ放送波の中継設備、mcAccess高知制御局、高知県行政防災無線中継所、佐川町行政防災無線、警察庁の中継所[1]が設置されており電波塔としての役割も果たしている。

## 周辺
- 国道494号
  - 斗賀野トンネル
- JR四国土讃線
- 高知県立家畜学習館
- 観光農園
- 家畜ふれあい広場
- 三角点
- 山崎記念天文台
- 虚空蔵こどもの森
- わんぱく広場
- 龍王公園
- ハンググライダーフライト基地
- バンガロー
- 四国百山91番の標識
- 東の峰展望台
- 虚空蔵場菩薩像
- 矛ヶ峰寺
  - 虚空蔵菩薩木像
- 大町桂月の像及び石碑
- 弘法大師の修行跡

## 虚空蔵地上デジタルテレビ中継局概要
| リモコンキーID | 放送局名              | 物理チャンネル | 空中線電力 | ERP  | 放送対象地域 | 放送区域内世帯数 | 開局日       |
| -------------- | --------------------- | -------------- | ---------- | ---- | ------------ | ---------------- | ------------ |
| 1              | NHK高知総合テレビ     | 24ch           | 30W        | 290W | 高知県       | 約1万5000世帯    | 2007年5月1日 |
| 2              | NHK高知教育テレビ     | 23ch           | 30W        | 290W | 全国         | 約1万5000世帯    | 2007年5月1日 |
| 4              | RKC高知放送           | 16ch           | 30W        | 290W | 高知県       | 約1万5000世帯    | 2007年5月1日 |
| 6              | KUTVテレビ高知        | 18ch           | 30W        | 290W | 高知県       | 約1万5000世帯    | 2007年5月1日 |
| 8              | KSS高知さんさんテレビ | 20ch           | 30W        | 290W | 高知県       | 約1万5000世帯    | 2007年5月1日 |

- 当中継局の放送エリアは、高岡郡佐川町のほぼ全域･土佐市･須崎市･高岡郡中土佐町･高岡郡越知町･高岡郡日高村の各一部地域。
- 当中継局は、高知放送の放送中継設備用の鉄塔を利用してデジタル新局として開局した。
- 鉄塔および送信局舎はNHK･民放各局で共同使用。

## ギャラリー

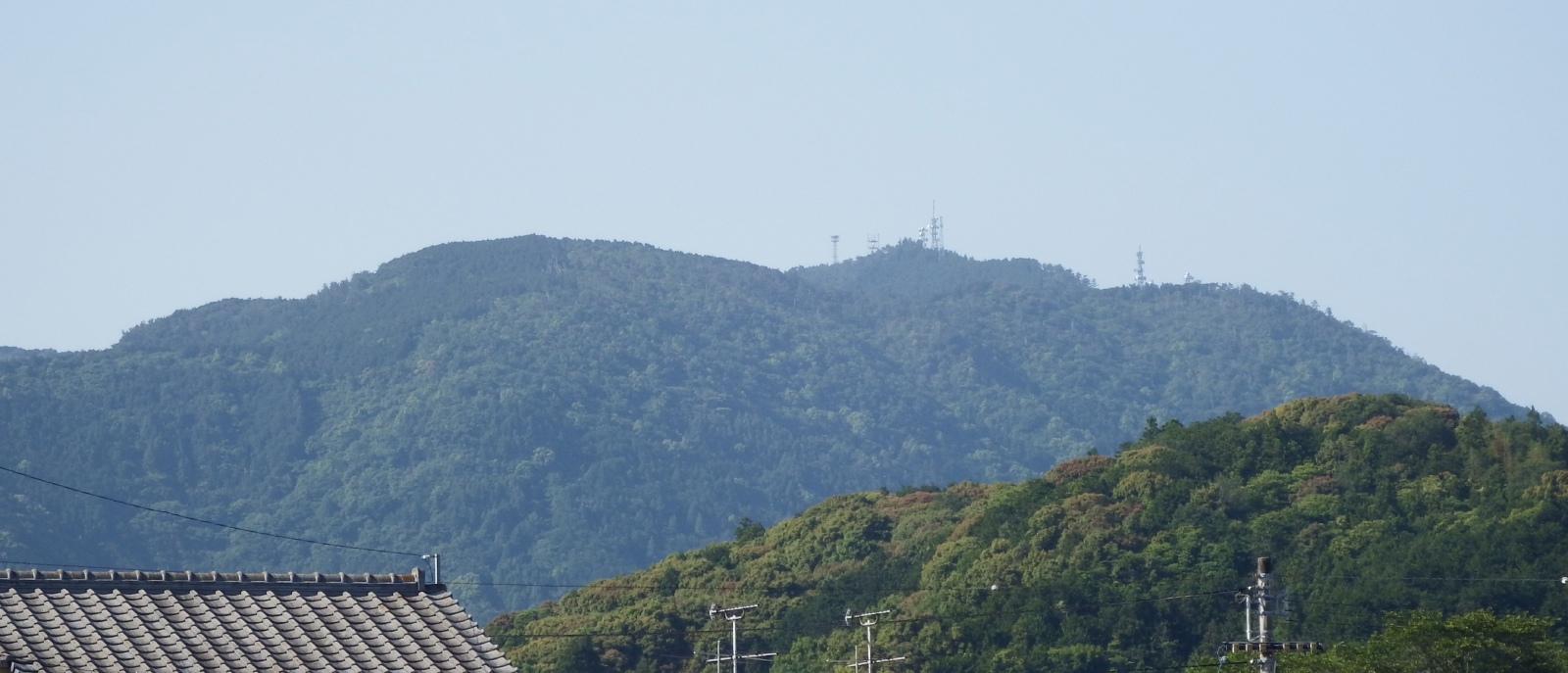
須崎市街地から望む
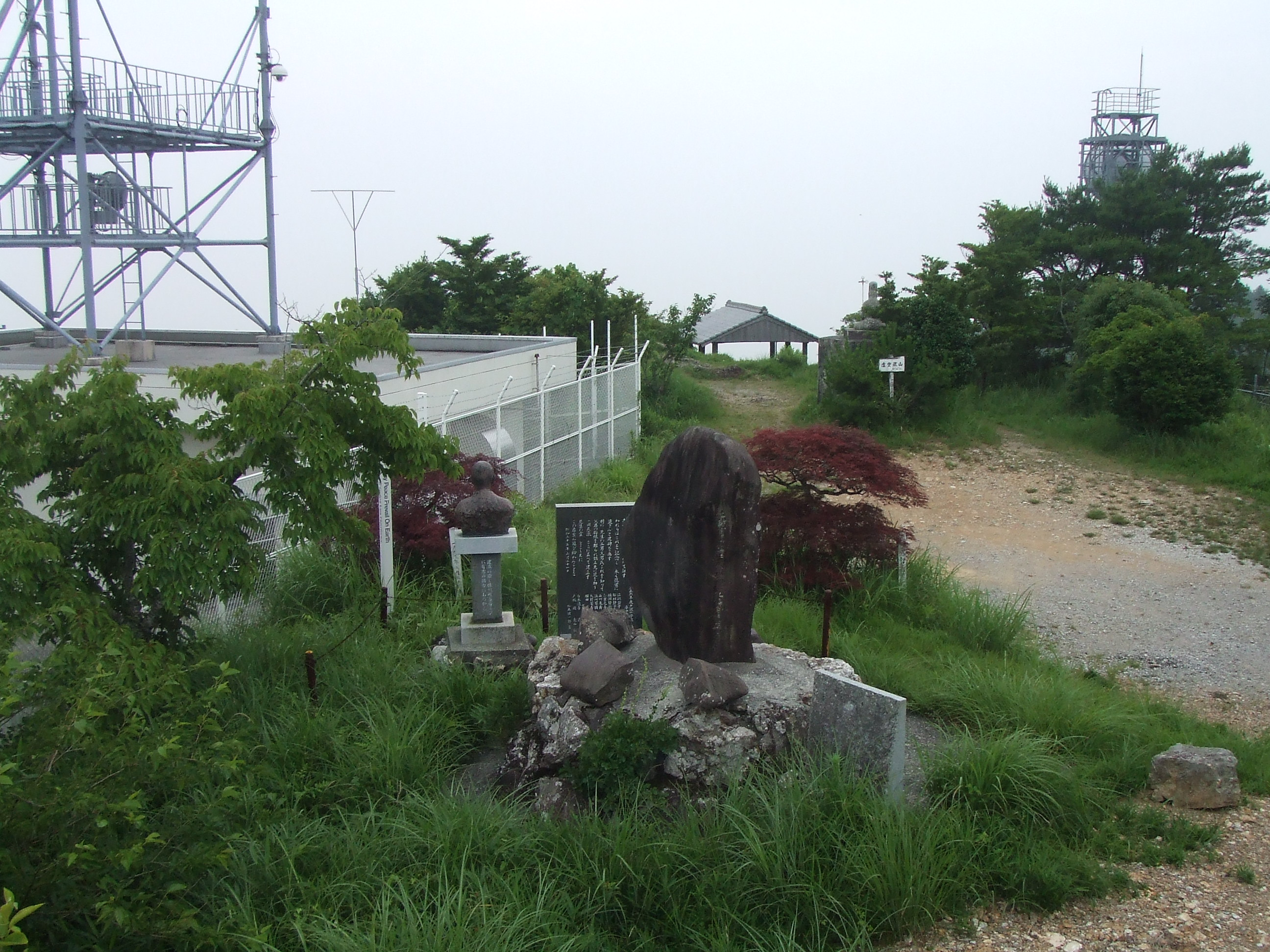
山頂広場
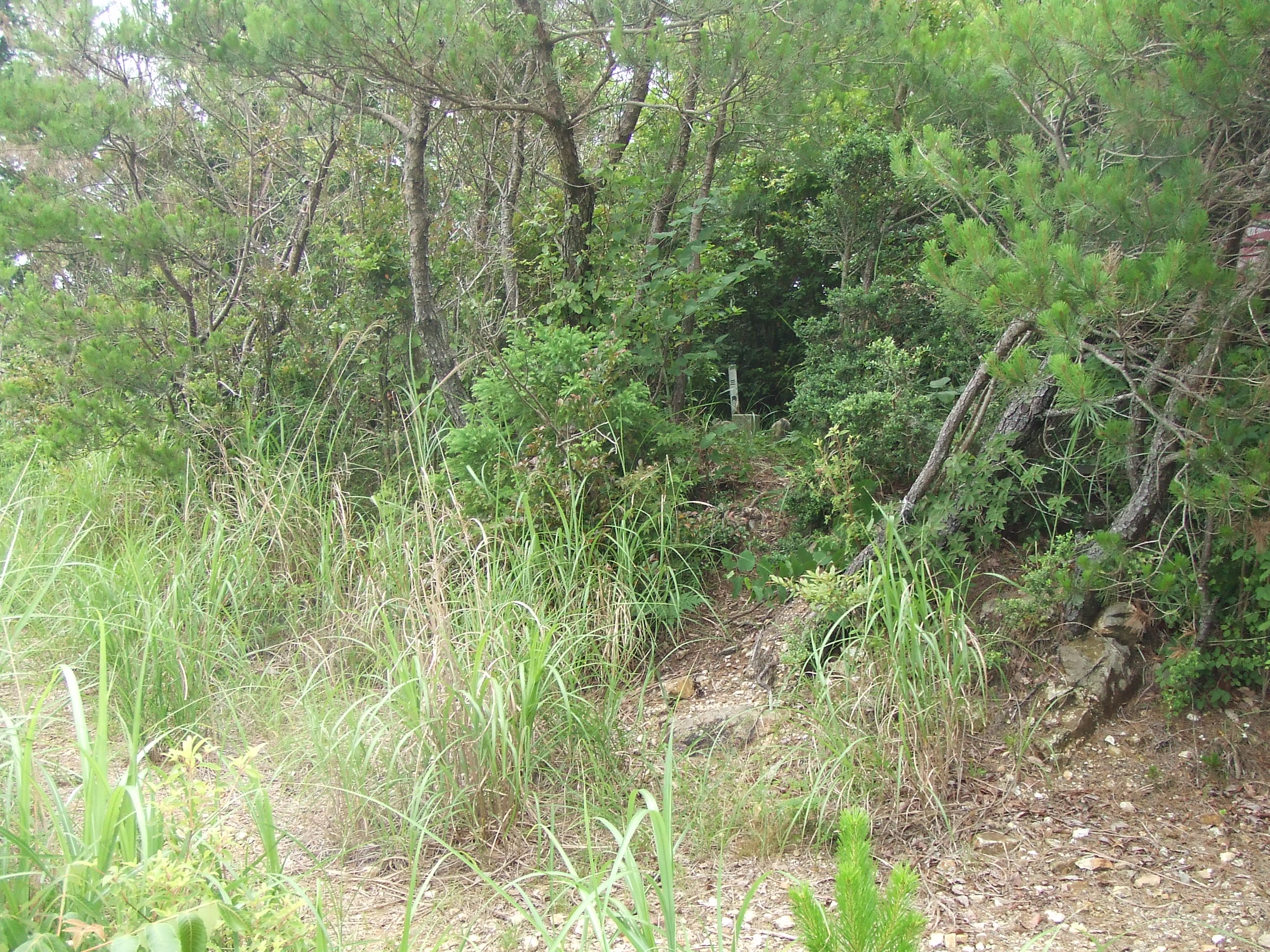
TV中継所の裏にある三角点